# سلوفينيا
سلوفينيا (بالسلوفينية: Slovenija) رسمياً جمهورية سلوفينيا هي دولة تقع في أوروبا الوسطى وهي مطلة على البحر الأدرياتيكي. تحدها إيطاليا غربا، والنمسا شمالا والمجر من الشمال الشرقي وكرواتيا من الجنوب الشرقي والبحر الادرياتيكي من الجنوب الغربي. تتميز سلوفينيا بغاباتها الشاسعة وبتضاريسها الجبلية التي تشكل جزئا من جبال الالب وهي جبال الألب الجوليانية وجبال الألب الدينارية والتي تغطي مساحة 20,271 كيلومترا مربعا (7827 ميل مربع) ويبلغ عدد سكانها نحو 2,1 مليون نسمة. وعاصمتها وأكبر مدينها هي ليوبليانا، تعد سلوفينيا واحدة من دولتين وحيدتين في يوغوسلافيا السابقة يشكل فيهما الرومان الكاثوليك أغلبية السكان، والأخرى هي كرواتيا.
تاريخيا، كانت الأراضي الحالية لسلوفينيا جزءا من العديد من الدولة المختلفة، بما في ذلك الإمبراطورية الرومانية، والإمبراطورية البيزنطية، والإمبراطورية الكارولنجية، والإمبراطورية الرومانية المقدسة، ومملكة المجر، وجمهورية البندقية، والمقاطعات الإيليرية في الإمبراطورية الفرنسية الأولى لنابليون بونابرت، والإمبراطورية النمساوية والإمبراطورية النمساوية المجرية.
في عام 1918، قام السلوفينيين باستفتاء حول تقرير المصير لأول مرة عن طريق المشاركة في تأسيس دولة السلوفينيين والكروات والصرب. وفي ديسمبر من نفس العام اندمجت هذه الاخيرة مع مملكة صربيا وتم تشكيل مملكة الصرب التي تم تغيير تسميتها إلى مملكة يوغوسلافيا سنة 1929.
خلال الحرب العالمية الثانية، تم احتلال مملكة يوغوسلافيا من طرف ألمانيا وإيطاليا وتم ضمها بالإضافة للمجر وكرواتيا لتشكيل دولة كرواتيا المستقلة وهي دولة نازية أُعلنت حديثًا. في عام 1945، انهارت مملكة يوغوسلافيا، وانضم السلوفينيون إلى يوغوسلافيا الفيدرالية الديمقراطية، والتي تم الإعلان عنها رسميًا في 10 أغسطس 1945.
بعد الحرب وفي 29 نوفمبر 1945، أعيدت تسمية يوغوسلافيا الفيدرالية الديمقراطية بـ جمهورية يوغوسلافيا الاتحادية الشعبية التي تحالفت مع الكتلة الشرقية، ولكن بعد انفصال تيتو-ستالين عام 1948، رفضت الانضمام إلى حلف وارسو. وفي عام 1961 أصبحت أحد مؤسسي منظمة عدم الانحياز. وفي وقت لاحق في عام 1963 تم تغيير تسميتها لجمهورية يوغوسلافيا الاتحادية الاشتراكية. وفي يونيو من عام 1991، أصبحت سلوفينيا أول جمهورية تنفصل عن يوغوسلافيا وأصبحت دولة مستقلة ذات سيادة بناءا على استفتاء الاستقلال الذي أجري في 23 ديسمبر 1990.
في عام 1991، أعلنت سلوفينيا السيادة الكاملة. اليوم تعتبر سلوفينيا دولة متقدمة وهي عضو في الأمم المتحدة، الاتحاد الأوروبي، منطقة اليورو، اتفاقية شينجن، حلف شمال الأطلسي، منظمة التعاون والتنمية، منظمة الأمن والتعاون في أوروبا ومجلس أوروبا، وتعتبر من أغنى الدولة القومية السلافية، ذلك انها تتوفر على اقتصاد مرتفع الدخل يحتل مرتبة عالية في مؤشر التنمية البشرية على 85,5% من متوسط الناتج المحلي الإجمالي EU27 (تعادل القوة الشرائية) للفرد الواحد. كما يصنف المعامل الجيني في عدم المساواة في الدخل بين أدنى المعدلات في العالم.
كانت سلوفينيا تاريخياً مفترق طرق للغات والثقافات السلافية والجرمانية والرومانسية والأورالية. وقد أصبحت أكثر تنوعا فيما يتعلق باللغة والتكوين العرقي في العقود الأخيرة لكنها ما زالت متجانسة نسبيًا. حيث ان ما يقرب من 83% من سكانها يعتبرون أنفسهم سلوفينيين في تعداد 2002. وهناك مجموعة أخرى كبيرة من المهاجرين من بلدان يوغوسلافيا السابقة.
سلوفينيا هي دولة علمانية إلى حد كبير، ومع ذلك فالديانة الكبرى في الدولة تشكل مرجعًا سياسيًا وقانونيا مميزا وتعتبر المسيحية الكاثوليكية الدين الأكثر انتشارا في الدولة. كما تاثرت الهوية السلوفينية بشكل ملحوظ بالبروتستانتية الإصلاحية في القرون الماضية.

## التاريخ

### ما قبل التاريخ حتى الاستيطان السلافي

#### ما قبل التاريخ
وعلى الرغم من أن تعزى السلوفينية تاريخ يعود إلى القرن 8، سلوفينيا نفسها هي كيان سياسي حديثة نسبيًا خلال تاريخها، كانت الأراضي الحالية لسلوفينيا جزءا من العديد من تشكيلات الدولة المختلفة، بما في ذلك مملكة الفرنجة، والإمبراطورية الرومانية المقدسة، وجمهورية فينيسيا (فقط بعض المناطق الغربية)، وهابسبورغ الملكية، والإمبراطورية الفرنسية الأولى. في عام 1918، ممارسة السلوفينيين تقرير المصير لأول مرة بالاشتراك في تأسيس دولة السلوفينيين والكروات والصرب، مع أراضيها الغربية المتبقية في المملكة الإيطالية. إعلان السيادة الكاملة في عام 1991.

### العصور القديمة
تم العثور على أقدم دلائل على الاستقرار البشري في سلوفينيا في مغارة جاما في غابات لوزا قرب أوريهيك في كارنيولا الداخلية، حيث عثر على أداتين حجرييتين يبلغ عمرهما 250,000 سنة. خلال اخر فترة جليدية، استقر النياندرتال في ما يعرف اليوم بسلوفينيا، حيث أن أشهر موقع أثري للنياندرتال يقع في كهف قريب من قرية سيبرلجي قضاء سيركنو، وهو نفس المكان الذي وجد فيه ناي ديفجي بابي سنة 1995 الذي يعتقد أنه أقدم أداة موسيقية في العالم. خلال الفترة الانتقالية ما بين عصر البرونز والعصر الحديدي، ازدهرت ثقافة الأرنفيلد. عثر على العديد من البقايا الأثرية التي ترجع إلى حقبة هولستات، حيث وجدت أهم هذه المساكن في بلدة موست نا سوسي. أطلق لقب «مدينة سيتيولس» على مدينة نوفا ميستو في كارنيولا السفلى بعد أن عثر على العديد من السيتيولس في تلك المنطقة.
خلال العصر الحديدي، سكنت القبائل الكلتية والإليريانية في سلوفينيا، إلى أن قام الرومان في القرن الأول قبل الميلاد باحتلال المنطقة وإنشاء مقاطعات بانونيا ونوريكوم، كما تم إلحاق ما يعرف بغرب سلوفينيا إلى إيطاليا الرومانية كجزء من الإقليم 5 (فنيشا إت هيتسريا). تضمنت سلوفينيا في ذلك الوقت عدة بلدات رومانية هامة مثل إيمونا وسيليا وبويتوفيو، كما تضمنت عدة مستعمرات مثل نابورتس ونيفيونادم وهالياتم وأترانز وستريدون.
خلال عصر الهجرات، عانى الإقليم من غزوات متكررة قامت بها الجيوش البربرية نظرا لموقعها الإستراتيجي كممر رئيسي ما بين السهل البانوناني وشبه الجزيرة الإيطالية. هجرت روما الإقليم في نهاية القرن الرابع بعد الميلاد، حيث تم تدمير معظم المدن، وانتقل السكان المحليون إلى المناطق المرتفعة حيث أنشأوا بلدات محصنة. خلال القرن الخامس، أصبح الإقليم جزءا من مملكة القوط الشرقيين، وتنافس عليه القوط الشرقيون والإمبراطورية البيزنطية واللومبارديون.

### العصور الوسطى

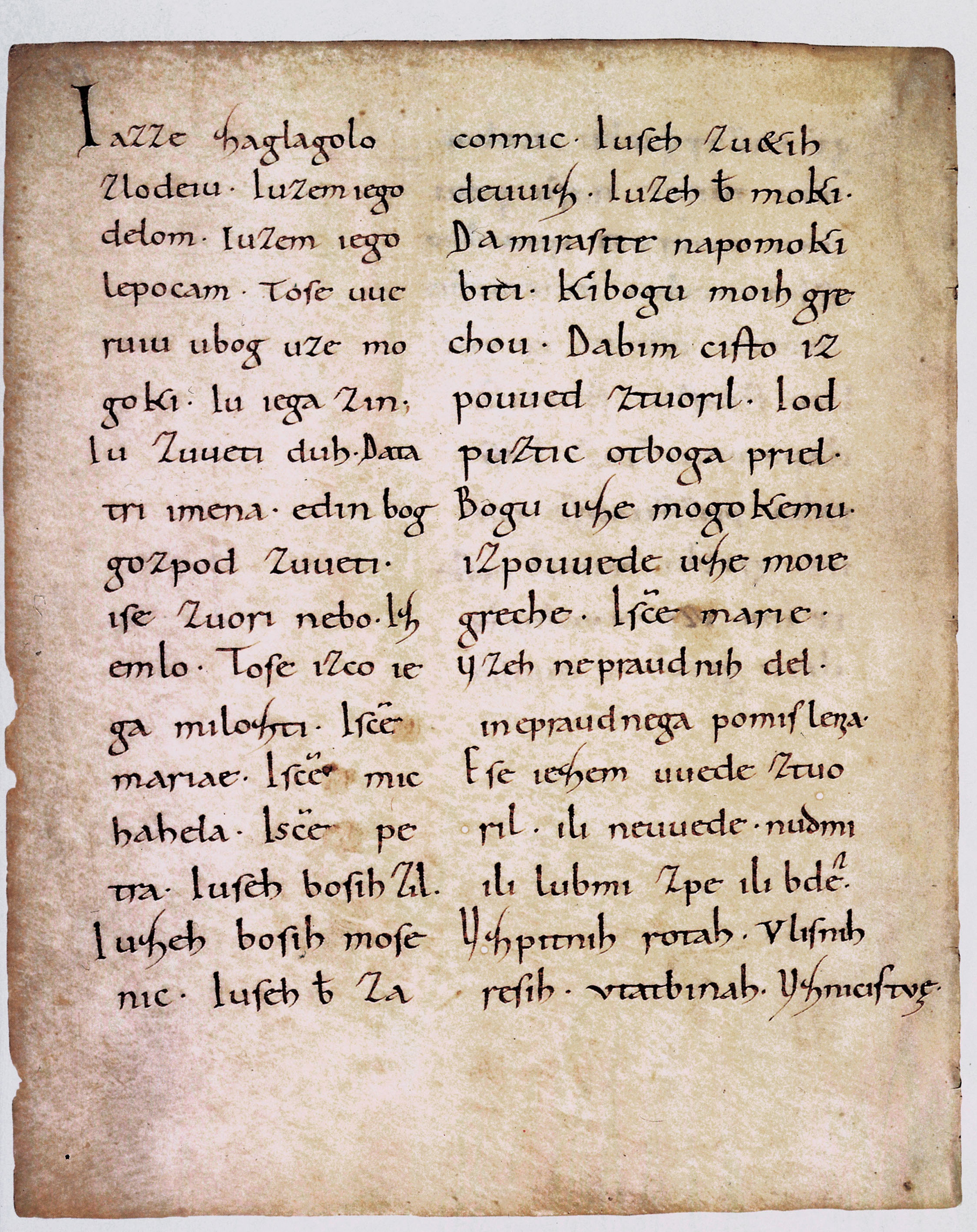
مخطوطات فريسنج التي يرجع عمرها إلى القرن العاشر الميلادي, حيث يعتقد أنها قد كتبت على الأغلب في الأجزاء العليا من كيرنتن, وتعد أقدم مخطوطة موجودة باللغة السلوفينية

استقر أسلاف السلاف في سلوفينيا الموجودة اليوم الذين قدموا من الجانب الشرقي من جبال الألب حتى نهاية القرن السادس عشر. حيث قدموا عن طريقي الشمال (عن طريق شرق النمسا وجمهورية التشيك), حيث استقروا في منطقة كارينثيا الحالية وشرق ستيريا وعن طريق الجنوب (من خلال سلوفينيا الحالية), وأقاموا في منطقة وسط سلوفينيا الحالية. حيث قد كانت هذه الجموع من القبائل المعروفة أيضاً باسم سلاف جبال الألب قد قدموا خلال فترة حكم الآفار قبل أن ينضموا إلى اتحاد القبائل السلافية بقيادة سامو زعيم القبائل السلافية وذلك في 623 ميلادية. وبعد موت سامو، وقع سلاف كارنييولا (الموجودة حالياً في سلوفينيا) تحت حكم الآفار مجدداً، بينما ظل السلاف في حدود شمال كارفانك (التي تقع حالياُ في عدة مناطق من النمسا في كيرنتن، شتايرمارك وشرق تيرول) وأسسوا إمارة مستقلة في كارنتينيا. وفي 745 واجهت كارنتينيا وبقية الأراضي السلافية المنتمية حالياً إلى سلوفينيا عدة ضغوط من قبل القوى الآفارية الموحدة التي قدمت من بافاريا، حيث تم ضمها مع دوقية بفاريا لاحقاً إلى الإمبراطورية الكارولنجية. بينما ظل سلاف جبال الألب وبقية السلاف يعيشون في سلوفينيا واعتنقوا المسيحية.
احتفظت كارنتينيا باستقلالها الداخلي حتى 828 حينما قام الأمراء المحليون بالإلتحاق بالثورة المعادية للفرنجة التي تم تأسيسها من قبل لودافيت بوسفسكي (Ljudevit Posavski). حيث تم خلعهم وتنصيب سطوة من الجرنمانين (بافاريين بشكل أساسي) بدلاً منهم تحت سلطة الإمبراطور أرنولف الكارينثي. حيث ظل يحكم كارنتينا خليط من النبلاء البافاريين والسلاف حتى تم ضمهم لاحقاً تحت قوى إقليمية واحدة. حتى تم تدميرهم وتفكيكهم تحت وطأة الغزو الهنغاري في أواخر القرن التاسع عشر.
تم تأسيس كارنتنيا وكيرنتن مجدداً كولاية إدارية مستقلة وتوحيدهما في 976 في عهد الإمبراطور أوتوا الأول «العظيم», بعد أن قام بخلع دوق بافاريا هنري الثاني وتقسيم الأراضي التي كانت تحت سيطرته، حيث جعل كيرنتن الدوقية السادسة في الإمبراطورية الرومانية. في نهاية القرن العاشر وبداية القرن الحادي عشر ونتيجة للخطر الهنغاري بشكل أساسي، الحدود الشرقية الجنوبية التابعة للإمبراطورية الألمانية تم تنظيمها وتشكيلها على هيئة إقطاعيات، والتي أصبحت لاحقاً جوهراً للتنمية والتقدم في الأراضي السلوفينية التاريخية من مثل كارنيولا،شتايرمارك وغرب جوريزيا. أخذ التوحيد والتشكيل للأراضي السلوفينية التاريخية منعطفاً طويلاً في الفترة الزمنية بين القرن الحادي عشر والقرن الرابع عشر، وذلك تحت قيادة عدد من العائلات الإقطاعية الهامة دوقات سبنهايم، نبلاء جوريزيا، النبلاء السلج وأخيراً انتهاء بآل هابسبورغ. حيث يعود أول ذكر لهوية أولى العرقيات المشتركة السلوفينية الهوية التي تجاوزت الحدود الإقليمية إلى القرن السادس عشر.
خلال القرن الرابع عشر، وقعت معظم الأراضي السلوفينية تحت حكم الهابسبورغ، وفي القرن الخامس عشر واجهت الأغلبية المسيطرة من الهابسبورغ عدة تحديات من قبل النبلاء السلج، وبحلول نهاية القرن الخامس عشر تم ضم الغالبية العظمى من السلوفيين وإدماجهم في المملكة الهابسبورغية. عاش أغلب السلوفيين في الإدارية المعروفة باسم النمسا الداخلية، مشكلين بذلك غالبية السكان في دوقية كارنيولا ودولة جوريزيا وجراديسكا، وكذلك في الأجزاء السفلية من دوقية شتايرمارك وجنوب دوقية كيرنتن.
سلوفينيا أيضاً مأهولة بغالبية سكان إقليم المدينة الإمبراطورية الحرة التابع لترييستي، حيث يشكلون الاقلية من عدد السكان.

### العصور الحديثة

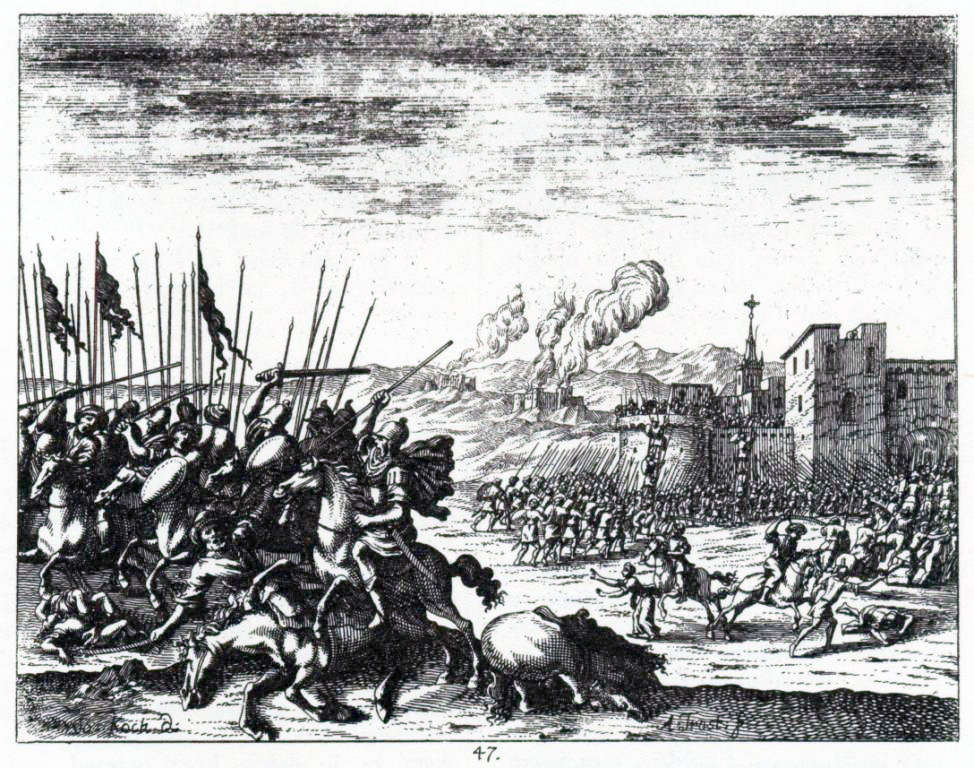
الجيش العثماني يقاتل الهابسبورغ في سلوفينيا خلال الحرب التركية العظمى.

خلال القرن السادس عشر، انتشرت حركة الإصلاح البروتستاني في الأراضي السلوفينية. حيث تمت كتابة أول الكتب باللغة السلوفينية خلال هذه الفترة من قبل الوعظ البروستانتي بريمور تربار وأتباعه. واضعاً بذلك الأسس الأساسية وراء تطور اللغة السلوفينية التقليدية. في خلال النصف الثاني من القرن السادس عشر تمت طباعة العديد من الكتب في سلوفينيا، من مثل الترجمة الكاملة للكتاب المقدس باللغة السلوفينية من قبل جرج دالمتون. خلال أواخر القرن السادس عشر والسابع عشر قامت حركة الإصلاح المضاد بقيادة الأسقف لويبيانا تومر هرين (Ljubljana Tomaž Hren) والأسقف ساكوه مارتنر برنر (Seckau Martin Brenner) بعزل جميع الأراضي البروستانتية من سلوفينيا (باستثناء بريكمج). ومع ذلك بقي هنالك أثر قوي للحركات البروستانتية في المجتمع السلوفيني، والذي تم بدوره إدماجه في حركة الإصلاح المضاد الكاثوليكية في القرن السابع عشر. وظلت الأبجدية السلوفينية القديمة المعروفة أيضاً بأبجدية بلهوري (Bohorič), والتي تم تطويرها من قبل البروستانتين في القرن السادس عشر محل استخدام حتى منتصف القرن التاسع عشر، نتيجة للروابط القوية التي مر بها المجتمع السلوفيني تحت وطأة حركات الإصلاح البروستنتاني.
خلال الفترة الزمنية بين القرن الخامس عشر والقرن السابع عشر شهدت الأراضي السلوفينية الكثير من التقلبات في الأحداث بالعديد من الأراضي، وخصوصاً في جنوب سلوفينيا التي شهدت عدت صراعات خلال الحروب العثمانية الهابسبوركية. حيث تم اجتياح العديد من القرى السلوفينية من قبل الجيش العثماني من مثل فيبسكي كري (Vipavski Križ) وكستينجيفيكا أني كركي (Kostanjevica na Krki).كما كان للنبلاء السلوفيكييين دور هام أيضاً خلال الصراع، حيث تمكن النبلاء في كارني أولان من هزيمة الجيش العثماني في معركة سيساك منهياً بذلك التدخل العثماني على الأراضي السلوفينية.
في القرن السادس عشر والقرن السابع عشر أصبحت المنطقة السلوفينية الغربية ساحة حرب للقتال بين مملكة هابسبورغ وجمهورية البندقية، حيث قامت عدة حروب بينهما من أشهرها حرب جراديسكا، والتي غطت مساحات عديدة من الأراضي السلوفينية اشتملت قطاع غوريكا (Goriška) السلوفيني. وفي الفترة الزمنية خلال القرن الخامس عشر والقرن الثامن عشر شهدت الأراضي السلوفينية العديد من ثورات الفلاحين في تاريخها أيضاً من مثل ثورة الفلاحين السلوفيين 1515, ثورة الفلاحين الكرواتية السلوفينية 1573 وثورة الفلاحين التولمين 1713.
نهاية القرن السابع عشر كانت أيضاً نقطة للعديد من الحركات الثقافية والفنية في سلوفينيا، حيث اتخذ العديد من الفنانين الأراضي السلوفينية مركزاً للأقامة والأستقرار واسهموا في التأثير حركة المجتمع المحلي. علماء مثل يوهان وايكرد (Johann Weikhard) أسمهوا بتطوير الحركة الأدبية في سلوفينيا. في 1693 تم إنشاء أول أكاديمية تعليمية في سلوفينيا، وفي المراحل المبكرة من القرن الثامن عشر بدأت البلاد بالدخول في مرحلة جديدة بدأت سماتها بالوضوح في منتصف القرن الثامن عشر.

### الاستبداد المستنير إلى ظهور الحركة الوطنية
أول ذكر للهوية المشتركة السلوفينية العرقية، تجاوز الحدود الإقليمية، وتاريخ من القرن 16، عندما انتشر الإصلاح البروتستانتي في جميع أنحاء الأراضي السلوفينية خلال هذه الفترة، كانت مكتوبة في الكتب الأولى في سلوفينيا من قبل الواعظ البروتستانتي كتب الواعظ البروتستانتي بريموش تروبار وأتباعه، وإنشاء قاعدة لتطوير السلوفينية القياسية. في النصف الثاني من القرن 16، تم طبع العديد من الكتب في سلوفينيا، بما في ذلك الترجمة لا يتجزأ من الكتاب المقدس من قبل يوري دالماتين.
في بداية القرن 17، تم قمع البروتستانتية من قبل الإصلاح المضاد الذي رعاه آل هابسبورغ، والتي أدخلت جماليات جديدة لثقافة الباروك. جلب التنوير في النظام الملكي هابسبورغ تقدمًا اجتماعيًا وثقافيًا كبيرًا للشعب السلوفيني. وسارع بالتنمية الاقتصادية وسهل ظهور الطبقة المتوسطة. في عهد ماريا تريزا والإمبراطور جوزيف الثاني (1765-1790) أجريت العديد من الإصلاحات في الإدارة والمجتمع، بما في ذلك إصلاحات الأراضي وتحديث الكنيسة والتعليم الابتدائي الإلزامي باللغة السلوفينية (1774). أدى بدء الأنشطة الثقافية واللغوية للمثقفين السلوفينيين في ذلك الوقت إلى إحياء وطني وولادة الأمة السلوفينية بالمعنى الحديث للكلمة. قبل الحروب النابليونية، ظهرت بعض الكتابات العلمانية باللغة السلوفينية. خلال نفس الفترة، كتب أنطون توماز لينهارت أول تاريخ للأراضي السلوفينية كوحدة عرقية ، بينما جمع جيرني كوبيتار أول قواعد شاملة للغة السلوفينية.
بين 1809 و 1813، كانت سلوفينيا جزءا من المقاطعات الإيليرية، وهو الإقليم المتمتع بالحكم الذاتي من الإمبراطورية الفرنسية النابليونية، مع ليوبليانا عاصمة. على الرغم من أن الحكم الفرنسي لم تدم طويلا، فإنه ساهم بشكل كبير في رفع الوعي الوطني والوعي السياسي من السلوفينيين. بعد سقوط نابليون، ومرة أخرى، وشملت جميع الأراضي السلوفينية في الإمبراطورية النمساوية. تدريجيا، وضع متميز الوعي الوطني السلوفيني، والسعي لتوحيد السياسية لجميع السلوفينيين وأصبح على نطاق واسع. في 1820 و 1840، نما الاهتمام في اللغة السلوفينية والفولكلور بشكل هائل، مع العديد من علماء اللغة المضي قدما في الخطوات الأولى نحو توحيد اللغة. اكتسبت حركة الإيليرية، والأفكار عموم السلافية والنمساوية السلافية، أهمية. ومع ذلك، كانت الدائرة الفكرية في جميع أنحاء العالم اللغوي Matija شرطي وشاعر رومانسي Prešeren فرنسا مؤثر في التأكيد على فكرة الفردانية السلوفينية اللغوية والثقافية، ورفض فكرة دمج السلوفينيين إلى أمة أوسع السلافية.
في أربعينيات القرن التاسع عشر، تطورت الحركة الوطنية السلوفينية إلى ما هو أبعد من التعبير الأدبي. في عام 1848، كُتب أول برنامج سياسي وطني سلوفيني، المسمى سلوفينيا المتحدة (Zedinjena Slovenija)، في سياق حركة ربيع الأمم داخل الإمبراطورية النمساوية.. [59] [59] وطالبت بتوحيد جميع الأراضي السلوفينية الناطقة في المملكة مستقل، واسمه Slovenija، داخل الإمبراطورية، والوضع الرسمي للغة السلوفينية. [60] على الرغم من فشل المشروع، [59] خدم على أنها منصة هامة للنشاط السياسي السلوفينية في العقود التالية، [61] ولا سيما في في مطلع 1860 و 1870، عندما نظمت مظاهرات حاشدة السلوفينية، واسمه tabori. [62] وتعمق الصراع بين السلوفينية والقوميين الألمانية. [63 ] في عام 1866، وترك بعض السلوفينيين إلى إيطاليا، [63] وفي عام 1867، لا يزال بعض في الجزء الهنغاري من النمسا والمجر. هذا أثر تأثيرا كبيرا على الأمة، وأدى إلى المزيد من التطرف من الحركة الوطنية السلوفينية. [64] في 1890s، تم إنشاء أول الأحزاب السياسية السلوفينية. وكان كل منهم موالية للنمسا، لكنهم كانوا أيضا تبني قضية مشتركة السلافية الجنوبية. [63]
بعد عام 1848، تمتعت السلوفينيين، الذين كانوا لا يزالون معظمهم من الفلاحين، لأول مرة الحرية الشخصية. جلب هذا انعدام الأمن الاقتصادي، مما دفع كثيرين إلى المراكز الحضرية. [63] بدأ بناء خطوط السكك الحديدية والصناعة تطورا كبيرا. [بحاجة لمصدر] وبعد عام 1880، بسبب الظروف الاقتصادية، ومئات الآلاف من السلوفينيين هاجروا إلى بلدان أخرى، [63] في الغالب إلى الولايات المتحدة، ولكن أيضا لأمريكا الجنوبية، وألمانيا، ومصر، وإلى المدن الكبرى في النمسا والمجر، خصوصا زغرب وفيينا. وقد حسبت أن نحو 300000 السلوفينيين أو أحد من كل ستة هاجر بين 1880 و 1910. على الرغم من هذا، ازداد عدد السكان بشكل كبير السلوفينية [63]، وأصبحت كما كانت متباينة اجتماعيا كما هو الحال في دول أوروبية أخرى. [بحاجة لمصدر] لمحو الأمية كانت مرتفعة بشكل استثنائي، في 80 إلى 90 في المئة. [63]

### الحرب العالمية الأولى وخلق يوغوسلافيا
الحرب العالمية الأولى أضرت السلوفينيين؛ حدودهما العرقية الغربية أصبحت جبهة القتال الذي دفع 10000 شخص من منازلهم عددا غير متناسب من السلوفينيين انخفض أيضا في ميادين القتال الأخرى. في نهاية الحرب، كان تعزيز حركة السلام التي تطالب بإجراء إصلاح النظام الملكي لأنه لم يكن هناك نظرا لهذا، هناك جاءت لتكون بين حركة السلوفينيين تجاه يوغوسلافيا. في نهاية الحرب سادت هذه الحركة. وجاءت حالة من السلوفينيين، الكروات والصرب، والأمم من النظام الملكي السابق، إلى حيز الوجود في 29 أكتوبر 1918 و1 ديسمبر من تلك السنة كانت متحدة مع صربيا لتشكيل مملكة الكروات والصرب والسلوفينيون، وهذا هو يوغوسلافيا. وكان تاريخ يوغوسلافيا مأساة رهيبة للسلوفينيين في اتفاق مع قرار حلف لندن جيدة سقطت الثالثة من أراضيها إلى إيطاليا، فإن غالبية كورنثية سلوفينية لم ترغب في الانضمام ليوغوسلافيا، وبعض السلوفينيين بقي في المجر، في حين وانضم بعض المجريين ليوغوسلافيا. وكان الإنجاز الأكبر للسلوفينيين في يوغوسلافيا ولا شك في إنشاء جامعة في لوبلانا السلوفينيا. القضية الرئيسية هي أن عدم حل مسألة السلوفينيا الوطنيا بشأن يوغوسلافيا. اضطهاد سكان سلوفينية تحت نير الفاشية الإيطالية وسريعا تدهور الوضع من السلوفينيين كارينثيا المتضررة ولا سيما السلوفينيين.

### فترة ما بين الحربين العالميتين
وفي عام 1918م وبعد الحرب العالمية الأولى أصبحت سلوفينيا جزءا من مملكة الصرب والكروات والسلوفينيين وفي العام 1929م تغير اسم المملكة إلى يوغسلافيا وفي عام 1941م وخلال الحرب العالمية الثانية انتصرت ألمانيا وإيطاليا على سلوفينيا وتقاسمتاها مع المجر وراحت المقاومة السلوفينية بقيادة الكرواتي الشيوعي تيتو تشن حرب عصابات ضد القوات النازية وفي عام 1945م ومع نهاية الحرب أصبحت سلوفينيا إحدى جمهوريات يوغسلافيا الاشتراكية والتي سيطر الشيوعيون فيها على الحكم.

### الحرب العالمية الثانية
وبدأت الحرب العالمية الثانية مع زحف الألمان والإيطاليون والمجريون. والأسوأ من ذلك هو أن السلوفينين تحت حكم هتلر منذ ترحيل الألمان لهم أولا المثقفين والكهنة وأيضا في وقت لاحق الفلاحين. هناك بدأت المقاومة العامة على الإقليم كله تقريبا في كل سلوفينيا. لأن الشيوعيين على الرغم من أعدادهم المتواضعة ولكن مع منظمتهم المعلقة. ولكن الشيوعيين اتخذوا حركة المعارضة حصرا بأيديهم بنظر إليها على أنها إمكانية لتحقيق الثورة الشيوعية. أنشأت هناك حرب أهلية على الجزء الأكبر من أراضي سلوفينيا ولكن ليس على الجميع. كان المعسكر المناهض للشيوعية بسبب ضعفها اضطر للضغط على المحتلين. كل هذا تطور إلى معركة بين الأشقاء بحيث السلوفينيين خاضت حربين في وقت واحد داخلية وخارجية وبعد نهاية الحرب العالمية الثانية، سيطر الشيوعيون على الفور السلطة التي من أجلها كانو يستعدون خلال الحرب نفسها. وقتلت سرا المعارضة السابقة السياسية والعسكرية بسبب خطر الثورة المضادة، التي تشكل تهديدا محتملا للنظام الشيوعي. ويقدر عددهم إلى 15000، وعدة آلاف من السلوفينيين هربوا إلى النمسا وإيطاليا وهناك عدد كبير من هؤلاء الناس، حوالي 6000، وجدو وطنا جديدا في الأرجنتين، حيث أنها وضعت في الحياة الثقافية الغنية بشكل استثنائي.

### في فترة الحكم الشيوعي
عام 1945م ومع نهاية الحرب أصبحت سلوفينيا إحدى جمهوريات يوغسلافيا الاشتراكية والتي سيطر الشيوعيون فيها على الحكم وفي أواخر الستينات وأوائل السبعينات بدأت دعاوى بعض السلوفينيين للانفصال عن يوغسلافيا أما في العامين 1972 و 1973م أقصى الرئيس اليوغوسلافي جوزيف بروز تيتو المعتدلين من الحزب الشيوعي السوفيتي في محاولة لربط سلوفينيا بيوغسلافيا بشكل أوثق. وفي عام 1985م تعرّض الحزب الشيوعي السلوفيني للقمع على يد المخابرات اليوغسلافية بعد إقراره بإجراء انتخابات حرة وعام 1990م ومع سقوط الشيوعية وافق الشعب السوفيتي على الاستقلال بأغلبية كاسحة وأصبح ميلان كيوشان رئيسا للجمهورية.
و في عام 1991م وهو العام الاستقلالي أعلنت سلوفينيا استقلالها عن يوغسلافيا مما أدى اندلاع المعارك بين الميليشيات السلوفينية وبين الجيش اليوغوسلافي الذي يسيطر الصرب عليه وانسحب الجيش اليوغسلافي من سلوفينيا بعد توسط أوربي بينهم.

## السياسة والحكومة

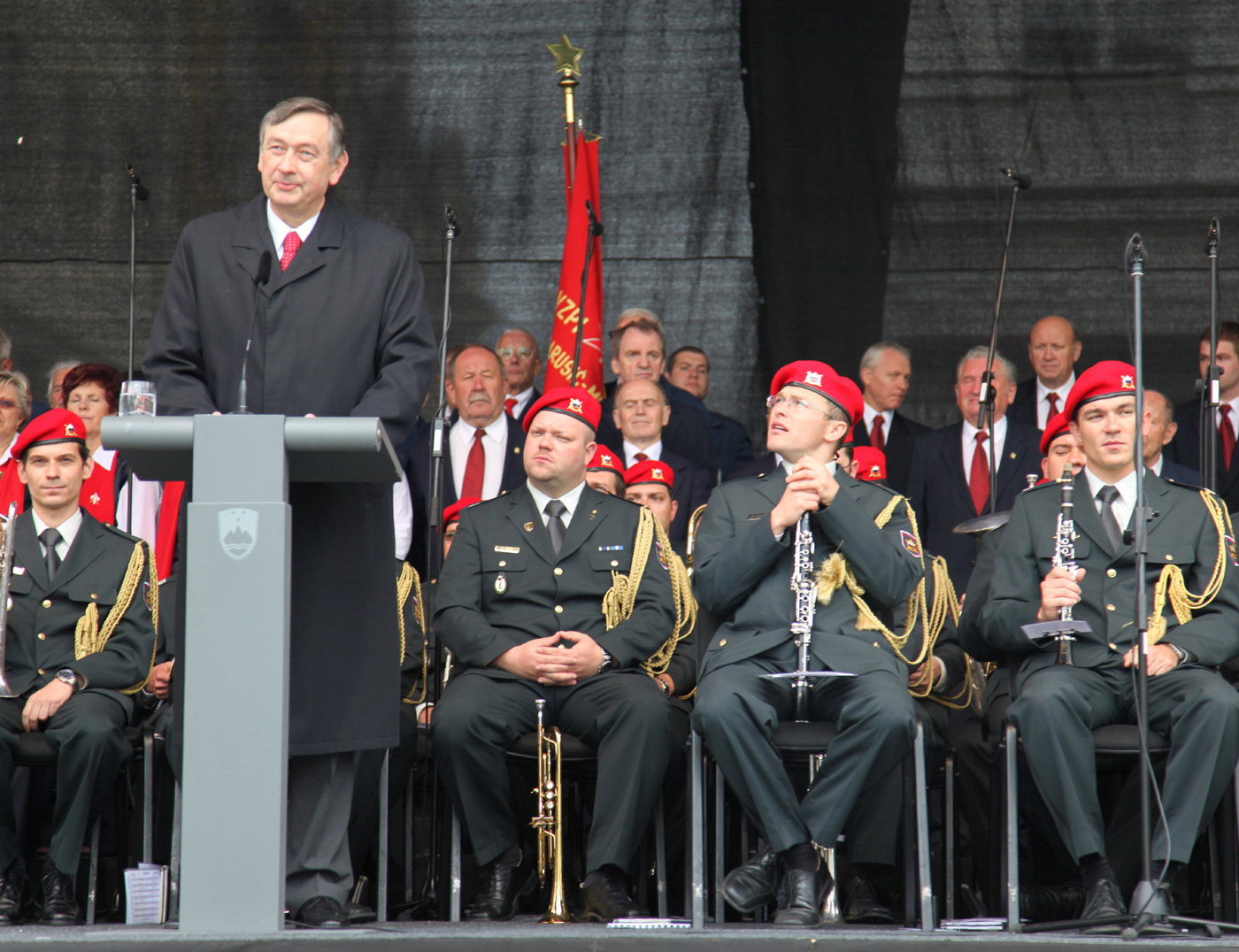
دانيلو تورك، ورئيس 2007-2012، يتحدث في احتفال بمناسبة الذكرى 65 لانتهاء الحرب العالمية الثانية وتحرير ليوبليانا من الألمانية النازية الاحتلال، في مايو 2010

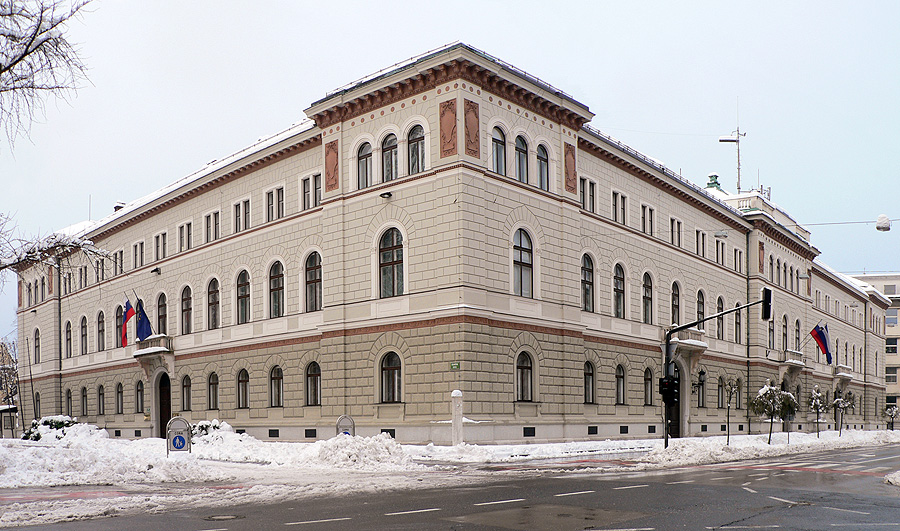
في قصر الحكومة في ليوبليانا

هي دولة ألبية ساحلية تقع في وسط القارة الأوروبية. يحدها كل من إيطاليا غربا، النمسا شمالا، كرواتيا جنوبا والمجر شرقا، كما أن لها شريط ساحلي قصير من جهة الجنوب الغربي على خليج البندقية الذي هو جزء من البحر الأدرياتيكي. كانت حتى عام 1991 جزء من الاتحاد اليوغوسلافي. انضمت إلى الاتحاد الأوروبي في 1 مايو 2004.

### النظام السياسي
سلوفينيا هي جمهورية ديمقراطية برلمانية مع نظام متعدد الأحزاب. رئيس الدولة هو رئيس الجمهورية، الذي ينتخب بالاقتراع الشعبي ودورا هاما تكاملية. ويتم انتخابه لمدة خمس سنوات والحد الأقصى في ولايتين متتاليتين. لديه أساسا بدور ممثل وقائد العام للقوات المسلحة من القوات العسكرية السلوفينية.
يقام السلطة التنفيذية والإدارية في سلوفينيا من قبل حكومة سلوفينيا، التي يرأسها رئيس الوزراء ومجلس الوزراء أو مجلس الوزراء، الذين يتم انتخابهم من قبل الجمعية الوطنية. يقام السلطة التشريعية من قبل البرلمان من مجلسين سلوفينيا، التي تتميز بثنائية غير المتماثلة. يتركز الجزء الأكبر من الطاقة في الجمعية الوطنية، التي تتألف من تسعين عضوا. من هؤلاء، يتم انتخاب 88 من قبل جميع المواطنين في نظام التمثيل النسبي، في حين يتم انتخاب اثنين من أعضاء المسجلين الأقليات المجرية والإيطالية الأصليين. يأخذ الانتخاب كل أربع سنوات. المجلس الوطني، ويتألف من أربعين عضوا، يعين لتمثيل جماعات المصالح الاجتماعية والاقتصادية والمهنية والمحلية، لديها استشارية محدودة وقوة التحكم.
تميزت الفترة 1992-2004 من قبل حكم ديمقراطية ليبرالية من سلوفينيا، التي كانت مسؤولة عن الانتقال التدريجي من الاقتصاد Titoistic إلى اقتصاد السوق الرأسمالي. في وقت لاحق انها اجتذبت انتقادات كثيرة من قبل خبراء الاقتصاد الليبرالي الجديد، الذي طالب نهجا أقل تدريجيا. رئيس الحزب جانيز درنوفسك، الذي شغل منصب رئيس الوزراء بين عامي 1992 و 2002، كان واحدا من السياسيين السلوفينية الأكثر تأثيرا في عام 1990. جنبا إلى جنب مع الرئيس السلوفيني ميلان كوكان (خدم بين عامي 1990 و 2002),
وقد تميّزت الفترة 2005-2008 من خلال الإفراط في الحماس بعد انضمامه للاتحاد الأوروبي. خلال الفترة الأولى من الحكومة يانيز يانسا، وللمرة الأولى بعد الاستقلال، شهدت البنوك السلوفينية نسب القروض إلى الودائع التي تنحرف خارج نطاق السيطرة. كان هناك أكثر من الاقتراض من البنوك الأجنبية ومن ثم الإفراط في الاعتماد من العملاء، بما في ذلك كبار رجال الأعمال المحليين.
بعد بداية الأزمة المالية من 2007-2010 وأزمة الديون السيادية الأوروبية، والتحالف اليساري الذي حل محل الحكومة جانسا في انتخابات عام 2008، كان لمواجهة الآثار الناجمة عن الإفراط في الاقتراض 2005-2008. محاولات لتنفيذ الإصلاحات التي من شأنها أن تساعد الانتعاش الاقتصادي قوبلت من قبل الطلاب المحتجين، بقيادة الطالب الذي أصبح لاحقا عضوا في SDS يانيز يانسا، والنقابات العمالية. تم تأجيل الإصلاحات المقترحة في استفتاء. الإطاحة بحكومة يسارية مع تصويت بحجب الثقة عنها. وعزا يانيز يانسا ازدهار الإنفاق وفترة الحكومة اليسارية ؛ اقترح إصلاحات التقشف القاسية التي كان قد ساعد في السابق تأجيل [بحاجة لمصدر]

### السلطة القضائية
يتم تنفيذ سلطات القضائية في سلوفينيا من قبل القضاة، الذين يتم انتخابهم من قبل الجمعية الوطنية. ويتم تنفيذ السلطة القضائية من قبل المحاكم في سلوفينيا مع المسؤوليات العامة والمحاكم المتخصصة التي تتعامل مع المسائل المتعلقة المجالات القانونية المحددة. المدعي العام للدولة هو سلطة دولة مستقلة مسؤولة عن ملاحقة القضايا المرفوعة ضد المتهمين بارتكاب جرائم جنائية. المحكمة الدستورية، التي تتألف من تسعة قضاة ينتخبون لمدة تسع سنوات، وتقرر في مطابقة القوانين مع الدستور؛ يجب على جميع القوانين والأنظمة أيضا تتوافق مع المبادئ العامة للقانون الدولي والاتفاقات الدولية التي صدقت.

### السياسة الخارجية
سلوفينيا تحاول التوجه للغرب منذ انهيار الاتحاد اليوغوسلافي وإعلان استقلالها عنه في نهاية عام 1991. أصبحت في عام 2004 عضو في حلف الناتو والاتحاد الأوروبي.

### التقسيمات الإدارية والمناطق التقليدية

المناطق الإحصائية: 1. غوريزيا، 2. العلوي كارنيولا، 3. كارينثيا، 4. درافا، 5. مورا، 6. المركزية سلوفينيا، 7. المركزية سافا، 8. سافينيا، 9. الساحلية كارست، 10. الداخلية كارنيولا-كارست، 11. جنوب شرق سلوفينيا، 12. سافا أقل

#### البلديات
رسميا، تنقسم سلوفينيا إلى 211 بلديات (أحد عشر والتي لها صفة البلديات الحضرية). البلديات هي الهيئات فقط من الحكم الذاتي المحلي في سلوفينيا. ويرأس كل بلدية من قبل رئيس بلدية (زوبان)، ينتخب كل أربع سنوات بالاقتراع الشعبي، والمجلس البلدي. في غالبية البلديات، وينتخب المجلس البلدي من خلال نظام التمثيل النسبي؛ سوى عدد قليل من البلديات الصغيرة استخدام نظام التصويت التعددية. في البلديات الحضرية، وتسمى المجالس البلدية المدينة (أو المدينة) المجالس. لديه كل بلدية أيضا رئيس الإدارة البلدية، المعين من قبل رئيس البلدية، من هو المسؤول عن سير العمل في الإدارة المحلية.

#### الدوائر الإدارية
ليس هناك وحدة وسيطة رسمية بين البلديات وجمهورية سلوفينيا. المناطق الإدارية 62، تسمى رسميا «الوحدات الإدارية»، هي وحدات شبه الإقليمية فقط من الإدارة الحكومية وسميت عاصمتهم. ويرأس من قبل لرئيس وحدة، يعينه وزير الإدارة العامة.

#### المناطق التقليدية والهويات
استندت المناطق التقليدية في السابق أراضي التاج هابسبورغ التي شملت كارنيولا، كارينثيا، ستيريا، والساحلية. أقوى من إما مع كارنيولا ككل، أو مع سلوفينيا كدولة، السلوفينيين تميل تاريخيا لتعريف أنفسهم مع المناطق الساحلية السلوفينية التقليدية، وحتى المناطق التقليدية (الفرعية)، مثل العلوية والسفلية وبدرجة أقل، كارنيولا الداخلية.
العاصمة ليوبليانا كان تاريخيا المركز الإداري لكارنيولا وينتمي إلى كارنيولا السفلى، باستثناء منطقة Šentvid، الذي كان في كارنيولا العليا حيث كان أيضا الحدود بين منطقة ومقاطعة الاحتلال الألماني ليوبليانا خلال الحرب العالمية الثانية.

#### المناطق الإحصائية
المناطق الإحصائية 12 ليس لها وظيفة إدارية وتنقسم إلى منطقتين الكلي لغرض السياسة الإقليمية للاتحاد الأوروبي. هذه المناطق ماكرو هما:
- شرق سلوفينيا، التي تضم مورا، درافا، كارينثيا، سافينيا، الوسطى سافا، سافا السفلى، جنوب شرق سلوفينيا، والداخلية كارنيولا-كارست المناطق الإحصائية.
- غرب سلوفينيا، التي تضم سلوفينيا الوسطى، وأعالي كارنيولا، غوريزيا، والمناطق الساحلية إحصائية-الكارستية.

## الجغرافيا

خريطة طبوغرافية سلوفينيا.

تقع سلوفينيا في وسط أوروبا، حيث يحدها البحر الأبيض المتوسط وجبل الألب، وتقع بين خطي العرض 45 و 47 شمالي خط الاستواء، وخطي طول 13 و 17 شرقي جرينتش. يقع خط الطول 15 شرقي جرينتش في وسط سلوفينيا تقريبا ما بين الشرق والغرب. يقع المركز الجغرافي لسلوفينيا على الإحداثيات الجغرافية «11.8'07°46 شمالا و»55.2'48°14 شرقا في منطقة «سبودنيا سليفنا» في مديني «فيس». يعتبر جبل تريغلاف أعلى قمة جبلية في البلاد بارتفاع قدره 2,864 مترا/9,396 قدما، بينما يبلغ معدل الارتفاع عن سطح البحر 557 مترا/1,827 قدما.
تتقابل أربع مناطق جغرافية في سلوفينيا؛ جبال الألب، وجبال الديناردس، وسهول بانون، والبحر الأبيض المتوسط. على الرغم من أن سلوفينيا تطل على ساحل البحر الأدرياتيكي بجانب البحر الأبيض المتوسط، إلا أن معظم أراضيها تقع في المستجمع المائي التابع للبحر الأسود.

### الجبال

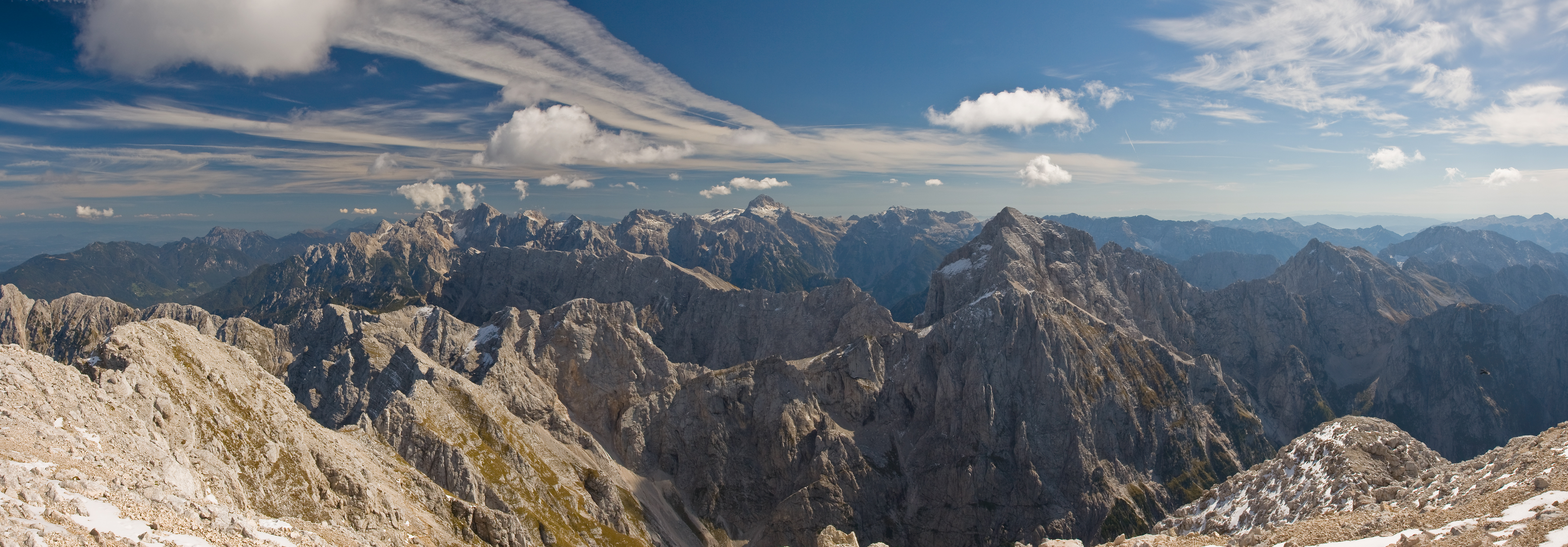
صورة لجبال سلوفانيا

أعلى قمة جبلية في البلاد هي قمة تريغلاف بارتفاع قدره 2864 مترا، بينما يبلغ معدل الارتفاع عن سطح البحر 557 مترا. تغطي الغابات حوالي نصف مساحة البلاد، جاعلة سلوفينيا ثالث بلد في أوروبا (بعد فنلندا والسويد) من حيث نسبة مساحة الغابات إلى المساحة الكلية. أكبر مناطق الغابات تتواجد في منطقة كوشيفش.

### المناخ

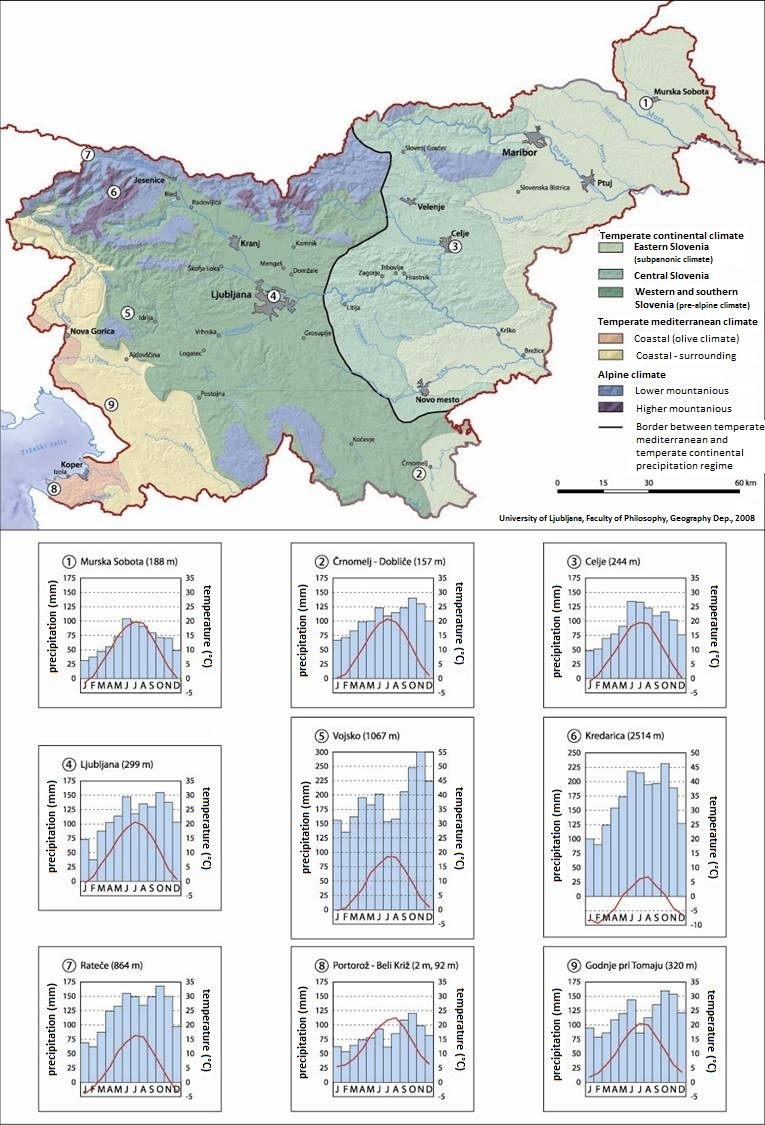
أنواع المناخ في سلوفينيا 1970-2000 والبيانات المناخية لمستوطنات مختارة

مناخ سلوفينيا مناخ متنوع؛ نجد المناخ القاري بالشمال الشرقي، المناخ الألبي القاسي بالمناطق الجبلية المرتفعة، والمناخ شبه المتوسطي بالمناطق الساحلية. كما تعرف العديد من المناطق تداخلاً بين هذه الأنواع الثلاثة من المناخ.
التساقطات المطرية
يتأثر توزيع التساقطات المطرية بتنوع المناخ والتضاريس، وتشهد كميات الأمطار المسجلة سنويا تفاوتا مهما حيث تتراوح ما بين 800 مم بالشمال الشرقي وما يفوق 3500 مم بالشمال الغربي الذي تُسجل واحدة من أعلى كميات التساقطات المطرية بجبال الألب. وبفعل التضاريس تتلقى جبال الألب جوليان وجبال الدينارا أعلى كميات التساقطات المطرية.
تتناقص كميات التساقطات المطرية كلما ابتعدنا من البحر والحاجز الجبلي دينارا-ألب نحو الشمال الشرقي للبلاد حيث يطغى المناخ القاري. ويعتبر هذا التوزيع المكاني للأمطار نتيجة للكمية الكبيرة للتساقطات المطرية التي تحملها الرياح جنوب الغربية الرطبة التي تهب متعامدة مع الحاجز الجبلي دينارا-ألب.
تعرف منطقة المناخ المتوسطي أكبر كمية تساقطات مطرية لها في أواخر فصل الربيع وفي فصل الخريف. وتشهد منطقة المناخ الألبي أكبر كمية تساقطات مطرية لها خلال فصل الخريف وكذا في أواخر فصل الربيع ومطلع فصل الصيف. أما منطقة المناخ القاري بالشرق فتعرف أكبر كمية تساقطات مطرية لها خلال فصل الصيف نتيجة العواصف المطرية الرعدية التي بلغت شدتها في بعض الأحيان ما يزيد على 25 مم في الساعة مسببة بذلك فيضانات قوية.
التساقطات الثلجية
تشهد سلوفينيا، بصفة عامة، تساقطات ثلجية ما بين أواخر فصل الخريف ومطلع فصل الربيع. وترتبط التساقطات الثلجية التي تهم الواجهة الغربية للسلسلة الجبلية دينارا-ألب في الغالب بالمنخفضات والتقلبات الجوية للبحر الأبيض المتوسط. كما يعرف شرق البلاد أحيانا تساقطات ثلجية مرتبطة بالرياح الشرقية الرطبة.
درجة الحرارة
تعرف درجات الحرارة تغيرا دوريا يوميا وسنويا. ويسجل أقوى وسع حراري (الفارق الحسابي بين درجة الحرارة العظمى ودرجة الحرارة الدنيا) بالشمال الشرقي للبلاد حيث يسود المناخي القاري.
يعتبر شهر أغسطس أسخن شهور السنة وشهر فبراير أبردها فوق المرتفعات. أما في المناطق الأخرى فإن أسخن شهور السنة هو شهر يوليو وأبردها هو شهر يناير.
تعتبر المناطق الساحلية أدفئ مناطق سلوفينيا حيث تسجل متوسط سنوي لدرجات الحرارة يفوق 12 °م؛ يفوق متوسط درجات الحرارة 20°م خلال شهر يوليو و 4 °م خلال شهر يناير. وفي المقابل تعتبر المناطق الجبلية والأودية أبرد مناطق سلوفينيا. ففي الأودية، يسجل متوسط سنوي لدرجات الحرارة دون 8 °م؛ يبلغ متوسط درجات الحرارة ما دون 0 °م دون أن يتجاوز 4- °م خلال أبرد شهور السنة (شهر يناير) وما دون 18 °م خلال أسخن شهور السنة (شهر يوليو). أما على الجبال، فيسجل متوسط سنوي لدرجات الحرارة يقارب 0 °م؛ يبلغ متوسط درجات الحرارة ما دون 4- °م خلال أبرد شهور السنة (شهر فبراير) وما دون 10 °م خلال أسخن شهور السنة.

## السكان
يبلغ عدد سكان سلوفينيا حوالي مليونَي نسمة. يشكل السلوفينيون نسبة 89% من إجمالي عدد السكان، بينما يشكل الكروات، الصرب، البوسنيون والقوميات الأخرى نسبة 10%، والهنغار (المجر) والطليان نسبة 0.5%. حوالي نصف سكان البلاد يعيشون بالمدن. تعد نسبة كثافة السكان أحد الأقل نسبة في أوروبا.

### اللغة
اللغة الرسمية هي السلوفينية، التي هي عضو باللغات السلافية. اللغات الهنغارية (المجرية) والإيطالية هم لغات رسمية أيضا في المناطق الحدودية المتاخمة لهنغاريا وإيطاليا.

### الديانة
تُظهر بيانات يوروباروميتر لعام 2018 أن 73.4% من السلوفينين يُعرّفون أنفسهم على أنهم يتبعون الكنيسة الكاثوليكية. وانخفضت هذه النسبة إلى 72.1% في استطلاع يوروباروميتر لعام 2019. ووفقًا لبيانات الكنيسة الكاثوليكية، انخفض عدد السكان الكاثوليك من 78.04% في عام 2009 إلى 72.11% في عام 2019. تنتمي الغالبية العظمى من الكاثوليك السلوفينيين إلى الكنيسة اللاتينية. يعيش عدد قليل من الكاثوليك الشرقيين في منطقة كارنيولا البيضاء.
وفقًا لتعداد عام 2002، يُعد الإسلام وأتباعه ثاني أكبر طائفة دينية في البلاد، حيث يُشكل حوالي 2.4٪ من السكان. معظم المسلمين السلوفينيين قدموا من االبوسنة.

## التعليم
الدستور السلوفيني يضمن التعليم المجاني للمواطن السلوفيني، التعليم الأساسي إلزامي وتمويلها من موارد الميزانية. ومطلوب من الدولة لتمكين المواطنين من الحصول على تعليم مناسب. الجامعات الحكومية والكليات المهنية المستقلة. أفراد الأقليات العرقية الحق والحق في تلقي مزيد من التعليمات في لغتهم الأم. وبالمثل يتم منح حقوق الغجر التعليمية الخاصة. وقد وقعت سلوفينيا أكثر من 30 اتفاقات ثنائية حول التعاون في مجالات الثقافة والتربية والعلوم، وبرامج أكثر من 20 والبروتوكولات بعض. منذ عام 1992، شاركت سلوفينيا بنشاط في جميع المشاريع التعليمية التابعة لمجلس أوروبا وشاركت في أعمال اليونسكو. منذ عام 1999، وشاركت في برامج الاتحاد الأوروبي من سقراط. منذ عام 2002 وزارة التربية والتعليم والرياضة تعاونت أيضا مع منظمة التعاون والتنمية.

### المدارس الابتدائية
أن الأطفال في سلوفينيا يدخلون التعليم الابتدائي في سن 6 سنوات وينهونه في سن 14 سنة. كل الأطفال الذين يولدون في نفس السنة يمثلون صف دراسي واحد. السنة الدراسية تنقسم إلى فصلين دراسيين. الدراسة تبدأ في 1 سبتمبر (أيلول) الإجازات في السنة الدراسية هي: إجازة الخريف، عيد الميلاد، الشتاء وإجازة الأول من مايو كل اجازة من هولاء تدوم إسبوع تقربياً في فصل الصيف المدارس تنتهي في 24 يونيو (حزيران) ما عدا الصف الأخير / التاسع ينهي دراسته إسبوع باكرا، الإجازة هذا تدوم أكثر من شهران.

#### المرحلة الأولى
المرحلة الأولى هي بداية التعليم لكل طفل وتتكون من الصف الأول وحتى الرابع والأطفال فيها يبقون في حجرة دراسة واحدة ولديهم معلم واحد لكل المواد ما عدا البعض مثل الرياضة، الفن والموسيقى.

#### المرحلة الثانية
وتبدأ من الصف الخامس حتى التاسع ويكون ما زال لديهم مدرّس رئيسي يدرس مادة أو اثنين ولكن باقي المواد يدرّسها مدرسون متخصصون. المواد الأساسية هي الرياضيات، اللغة المحلية، اللغة الأجنبية الأولى، التربية الرياضة، الموسيقى والفن.
بعد ذلك يبدأون في دراسة الفيزياء، الكيمياء، الأحياء، الجغرافيا، التاريخ، الصيانة والتدبير المنزلي. في الصف السابع عليهم اختيار على الأقل مادتين (الثالثة ليست إجباري). المواد المقدمة تجذب اهتمام الأطفال، وأيضا لديهم حولي 40 مادة ليختاروا من بينهم (عادة ما يختروا: اللغات الأجنبية، علم الفلك، الفن، علم الحاسوب، إلخ).

#### الاختبارات الرسمية
توجد في نهاية الصف الثالث، السادس والتاسع ويمتحن التلميذ في الرياضيات، اللغة المحلية واللغة الأجنبية الأولى. بالنسبة للإختبار الثالث يجري في الصف الثامن أو التاسع حسب قرار الوزير. الاختبار الأول والثاني لا تمثل أي شيء سوى معدل معرفة التلميذ أما الاختبار الثالث يمثل أداء التلميذ خلال سنوات الدراسة هذه، النقاط المكتسبة من هذه من هذه الاختبارات تكون هي المحدد عندما يريد التلميذ الالتحاق بالمدرسة العليا، ولكن في النظام الجديد النقاط تستخدم فقط عندما يريد التلاميذ الالتحاق بنفس المدرسة ولديهم نفس الدرجات لصفوفهم، لذلك يأتي مفوض للمدرسة وينظر في ملفاتهم من أخذ درجة أعلى في الاختبار النهائي يكون هو الأفضل.

#### العلامات والدرجات
الدرجات هي نفس الدرجات المستخدمة في الدول الأخرى المنتمية الي يوغوسلافيا قبل 1991. في المدرسة الابتدائية العلامات تبدأ من 1 (غير كافي) وهي علامة الرسوب الوحيدة. العلامة الثانية هي 2 (كافي)، أما الثالثة 3 (جيد)، بعد ذلك 4 (جيد جدا)، العلامة الأفضل هي (امتياز).
َ== الاقتصاد والبنية التحتية ==
كانت سلوفينيا تتمتع بأقوى اقتصاد بين جمهوريات يوغوسلافيا السابقة الست. لكن اقتصاد سلوفينيا كان قد ضعف تحت حكم الشيوعيين ولا سيما أثناء الثمانينيات. وبعد تسلُّم غير الشيوعيين لمقاليد السلطة سنة 1990م، بدأت سلوفينيا بتطبيق أنظمة السوق الحرة.
يعمل حوالي 46% من الأيدي العاملة السلوفينية في الصناعات الخدمية و46% أخرى تعمل في المصانع، كما تعمل نسبة الـ 8% الباقية في الحقل الزراعي.
تشمل المنتجات الصناعية الرئيسية في سلوفينيا السيارات والكيميائيات والسلع المعدنية والنسيج. وأهم المحاصيل الزراعية هي الذرة الشامية والبطاطس والقمح، وأهم الفواكه هي التفاح والكرز والكمثرى والبرقوق. ويربي المزارعون الأبقار والأغنام. وتوجد مناجم الفحم الحجري ومعادن مثل الرصاص والزئبق. وتجري المعاملات التجارية بالدرجة الأولى مع النمسا وألمانيا وإيطاليا.
توجد في سلوفينيا طرق مواصلات جيدة ولا سيما تلك الطرق التي تربط البلاد مع النمسا وإيطاليا؛ ويوجد في العاصمة مطار دولي.
تصدر في سلوفينيا صحيفتان يوميتان هما ديلو ودنفيك وتصدران في لوبليانا.
احتلت سلوفينيا المركز 33 في مؤشر الابتكار العالمي عام 2023. وتراجعت للمركز 34 في مؤشر عام 2024.

### الزراعة
حوالي 40% من مساحة البلاد مستغلة لأغراض زراعية. تشتهر منطقة ليبيكا برعاية الخيول.

### المعادن
لدى البلاد موارد معدنية عدة، أهمها: الحديد، الرصاص، الخارصين، النحاس، الفحم والزئبق.

### السياحة
تغطي الغابات حوالي نصف مساحة البلاد، جاعلة من سلوفينيا ثالث بلد في أوروبا (بعد فنلندا والسويد) من حيث مساحة الغابات نسبة إلى المساحة الكلية.
أكبر مناطق الغابات تتواجد في منطقة كوشيفش.
السياحة تعد من أهم ركائز الاقتصاد السلوفيني، يرجع ذلك لجمال طبيعة البلاد وتنوعها ووجود معالم ثقافية أخرى في أماكن متفرقة. سلوفينيا تعد من الدول المانحة ضمن الاتحاد الأوروبي. تتمع البلاد ببنية تحتية جيدة، وخاصة في الطرق البرية السريعة وغيرها.

### الصناعات
أهم الصناعات هي صناعة الحديد والصلب، الآلات، الكهربائيات، المنسوجات، الكيماويات، الأخشاب والصناعات الغذائية.

### طرق عامة
قلعة لوبلانا
ساحة المدينة
جسر التنين والجسر الثلاثي
المدينة القديمة ويوجد بها 3 ساحات رئيسية وتتواجد بها
المقاهي والمطاعم
نهر لوبلانا
المدينة القديمة
بحيرة بليد
VINTGAR GORGE وهو نهر صغير يقع مسافة 4 كلم عن بليد فقط ويقع وسط غابات وارفه
نهر سافا
قلعة بريدياما Predjama وهي قلعة جميلة تقع تحت صخرة هائلة وتعتبر من أهم معالم سلوفينيا
المغارات والكهوف الأرضية Postonjska Jama، مغارات بوستونيا الساحة العامة Main Square
Tarttini Square نسبة إلى النصب التذكاري لتارنتي الشاعر والناشط السياسي المولود في مدينة بيران
ميناء بيران حيث يمكن أخذ رحلة بحرية أو حتى السباحة أو صيد السمك
متحف بيران ويقع على الميناء وتقام فيه عدة معارض
ساحة Prvomajski trg/square
الموقع السياحي لسلوفينيا

### الموانئ
1-1- ميناء (كوبر)
ميناء (كوبر) هو ميناء متعدد الاستخدامات.
الميناء يقع في سلوفينيا، في شمال البحر الأدرياتيكي. موقعه المتميز على أقصر طريق نقل يربط أوروبا الشرقية والوسطى بالبحر الأبيض المتوسط وعبر قناة السويس بالشرق الأقصى يمكّن من إنشاء مركز لوجيستي – توزيعي في (كوبر).
ميناء (كوبر) هو ميناء في الاتحاد الأوروبي وهو نقطة حدودية لدخول الاتحاد BIP (Border Inspection post).
اتصال الميناء
تمتد المنطقة الخلفية للميناء على كافة منطقة أوروبا الشرقية والوسطى وتصل عبر سلوفينيا إلى النمسا والمجر وإيطاليا والتشيك وسلوفاكيا وجنوب ألمانيا وبولندا ودول يوغوسلافيا السابقة.
الميناء موصول بنظام الطرقات وسكك الحديد الأوروبية. إننا موصولون بكل هذه المنطقة عبر قطارات شحن مما يضمن النقل البري المنتظم.
من ناحية أخرى فإن تواجد معظم شركات الملاحة العالمية في الميناء بشكل أو بآخر يضمن اتصال الميناء بكافة القارات.
المعدات والقدرات
ميناء (كوبر) تتم فيه عمليات نقل ومناولة مختلفه للبضائع: تكنولوجية RO-RO، معدات مناولة البضائع والتخزين للبضائع العامة وبضائع المشاريع والحاويات والسيارات والمواد الخام السائبة والمواد السائلة والمواشي الحية.
عمق المياه من 7 إلى 18 متر، وعلى رصيف الطاقة الأوروبية (المواد الخام السائبة) نستقبل سفن تصل حمولتها إلى 180000 طن.
السلامة في الميناء
خطة ضمان الأمن والسلامة في ميناء (كوبر) متطابقة مع متطلبات الاتفاقية الدولية لسلامة الحياة في البحر (SOLAS) ومع متطلبات النظام الدولي لحماية السفن والموانئ (ISPS Code) وقرار البرلمان الأوروبي لزيادة الأمن على السفن وفي الموانئ.
الإدارة العامة للموانئ في سلوفينيا مسؤولة عن الأمن والسلامة في الملاحة.

### المطارات
يدعى المطار الدولي برنيك ويقع بالقرب من العاصمة لوبلانا.

### السكك الحديد
هناك خطان مهمان للسكك الحديدية يخترقان البلاد، أحدهما يأتي من ألمانيا والنمسا شمالا ويستمر جنوبا إلى باقي دول البلقان، والثاني يأتي من إيطاليا غربا ويستمر شرقا إلى المجر.
دخلت سلوفينيا في 1 يناير 2007 منطقة اليورو لتصبح أول دولة تتبنى اليورو من بين مجموعة الدول التي انضمت للاتحاد عام 2004

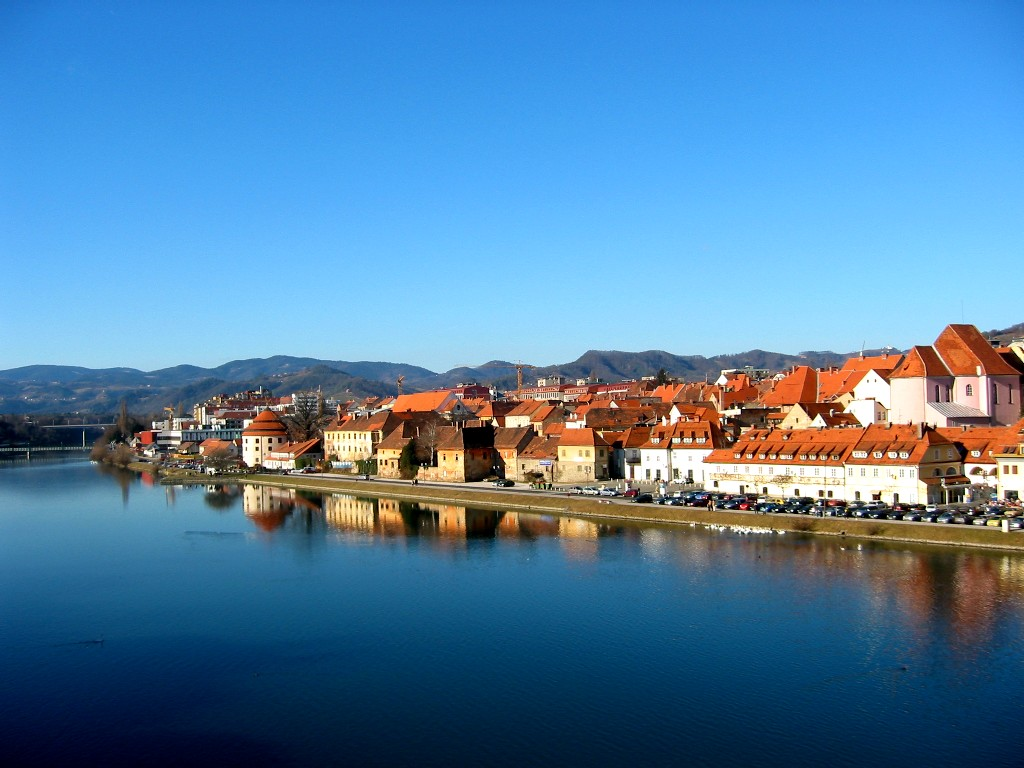
ماريبور

حوالي 40% من مساحة البلاد مستغلة لأغراض زراعية. تشتهر منطقة ليبيكا برعاية الخيول. لدى البلاد موارد معدنية عدة، أهمها: الحديد، الرصاص، الخارصين، النحاس، الفحم والزئبق. أهم الصناعات هي صناعة الحديد والصلب، الآلات، الكهربائيات، المنسوجات، الكيماويات، الأخشاب والصناعات الغذائية. السياحة تعد من أهم ركائز الاقتصاد السلوفيني، يرجع ذلك لجمال طبيعة البلاد وتنوعها ووجود معالم ثقافية أخرى في أماكن متفرقة. سلوفينيا تعد من الدول المانحة ضمن الاتحاد الأوروبي. تتمع البلاد ببنية تحتية جيدة، وخاصة في الطرق البرية السريعة وغيرها. يدعى المطار الدولي برنيك ويقع بالقرب من العاصمة ليوبليانا. هناك خطان مهمان للسكك الحديدية يخترقان البلاد، أحدهما يأتي من ألمانيا والنمسا شمالا ويستمر جنوبا إلى باقي دول البلقان، والثاني يأتي من إيطاليا غربا ويستمر شرقا إلى المجر.

### الأدب
أهم أدباء سلوفينيا هم فرانتسيه بريشيرن (Prešeren) وايفان كانكار (Cankar).

### الرسام
كما اشتهر دوليا كل من الرسامين إيفانا كوبيلتسا (Kobilca) وريهادر ياكوبيتش (Jakopič) والمعماري جوزيه بليتشنيك (Plečnik).

### الموسيقى
سلوفينيا هي موطن المؤلف الموسيقي ياكوبوس غالوس (Gallus)، الذي ترك بصمة كبيرة في مسيرة الموسيقى الكلاسيكية لمنطقة وسط أوروبا.

### الرياضة
تعتبر الرياضة في سلوفينيا قيد التطور فلها بعض الإنجازات في كرة القدم فصعدت لكأس العالم 2010 ولهذه الدولة لاعبين محترفين في إيطاليا وألمانيا وفي بعض بلدان أوروبا وتعتبر من البلدان الممارسة لرياضة كرة السلة ويعتبر المنتخب من المنتخبات الجيدة ولهذه الدولة ويبقى هذه البلد من حيث الرياضة قيد التطوير ولقد فاز على منتخب الجزائر في نهائيات كاس العالم في جنوب أفريقيا 10 روبيرت كورين صاحب الهدف كما تعادل مع منتخب الولايات المتحدة الأمريكية 2-2 وخسر أمام منتخب إنكلترا.

## وصلات خارجية
- موقع رسمي لجمهورية سلوفينيا
- موقع سياحي مع صور عديدة
- موقع سياحي